# Aeroportul Richard B. Russell
Aeroportul Richard B. Russell (IATA: RMG, ICAO: KRMG, FAA LID: RMG) este un aeroport din Georgia, Statele Unite ale Americii ce deservește zona Rome⁠(d). Aeroportul a fost tranzitat în 2019 de 6 pasageri.
Situat la o altitudine de 196 m, aeroportul dispune de 2 piste.

## Infrastructură

### Piste
Aeroportul dispune de 2 piste. Pista 01/19 are suprafața de asfalt și dimensiunile 6.006 picioare × 150 picioare. Pista 07/25 are suprafața de asfalt și dimensiunile 4.495 picioare × 100 picioare. 